# Санья (городской округ)
Санья́ (кит. упр. 三亚, пиньинь Sānyà) — город окружного значения на юге острова Хайнань в одноимённой провинции Китая.

## Общая информация
Санья — тропический приморский курорт Китая, расположенный на самом юге острова Хайнань, является международным центром туризма. Город обслуживается международным аэропортом Феникс. Территория Санья простирается вдоль залива Саньявань. На данный момент известно пять туристических зон отдыха — пять заливов (Саньявань, Сяодунхай, Дадунхай, Ялунвань, Хайтанвань) Южно-Китайского моря, на берегу которых расположены пляжи. Климат в Санья позволяет отдыхать на берегу круглый год (средняя температура воды и воздуха — от +22 до +28 °C). Благодаря этому, вместе с благоприятной экологической обстановкой, город весьма популярен среди туристов. Кроме пляжей, главная достопримечательность — построенная в 2005 году буддистская статуя Гуаньинь высотой 108 м. Также эти места известны многими сортами чая.
В северной части округа в лесах можно встретить множество видов флоры и фауны, есть и эндемичные для острова виды.

## История
С той поры, как в 111 году до н.э. империя Хань завоевала Намвьет, эти места формально входили в состав Чжуяского округа (珠崖郡). Во времена империи Суй, когда остров Хайнань был официально включён в состав страны, в 607 году из Чжуяского округа был выделен Линьчжэньский округ (临振郡). После смены империи Суй на империю Тан Линьчжэньский округ был в 622 году преобразован в Чжэньчжоускую область  (振州), власти которой разместились в уезде Нинъюань (宁远县). В 742 году Чжэньчжоуская область была переименована в Яньдэский округ (延德郡), но уже в 758 году Яньдэский округ вновь стал Чжэньчжоуской областью.
Во времена империи Сун Чжэньчжоуская область была в 972 году переименована в Ячжоускую область (崖州); областные власти по-прежнему размещались в уезде Нинъюань. После образования в 1368 году империи Мин Ячжоуская область стала подчиняться властям Цюнчжоуской управы (琼州府); уездов в её составе к тому времени уже не было. Во времена империи Цин Ячжоуская область была в 1905 году выведена из подчинения властям Цюнчжоуской управы, став Ячжоуской непосредственно управляемой областью (崖州直隶州). После Синьхайской революции в Китае была проведена реформа структуры административного деления, в результате которой области и управы были упразднены, поэтому в 1912 году Ячжоуская непосредственно управляемая область была преобразована в уезд Ясянь (崖县).
После перехода острова Хайнань под контроль КНР уезд Ясянь был в 1950 году включён в состав Административного района Хайнань (海南行政区) провинции Гуандун.
В 1954 году уезд Ясянь был передан в состав Хайнань-Ли-Мяоского автономного района уездного уровня (海南黎族苗族自治区), который 17 октября 1955 года был преобразован в Хайнань-Ли-Мяоский автономный округ (海南黎族苗族自治州).
В декабре 1958 года уезды Линшуй, Ясянь и Баотин были объединены в уезд Юйлинь (榆林县). В феврале 1959 года уезд Юйлинь был переименован в Ясянь (崖县). В ноябре 1959 года из уезда Ясянь был вновь выделен уезд Баотин, а 1 июня 1961 года был воссоздан и уезд Линшуй.
Постановлением Госсовета КНР от 19 мая 1984 года уезд Ясянь был преобразован в город уездного значения Санья. Постановлением Госсовета КНР от 26 сентября 1987 года он был выведен из состава Хайнань-Ли-Мяоского автономного округа, и стал подчиняться напрямую властям Административного района Хайнань, став городом окружного значения.
13 апреля 1988 года Административный район Хайнань был преобразован в отдельную провинцию Хайнань.
Постановлением Госсовета КНР от февраля 2014 года было ликвидировано старое административное деления Санья, и город был разделён на 4 района.

## Административное деление
Город окружного значения Санья делится на 4 района:
| Карта                    | Карта    | Карта     | Карта      | Карта            | Карта         |
| ------------------------ | -------- | --------- | ---------- | ---------------- | ------------- |
| Хайтан Цзиян Тянья Ячжоу |          |           |            |                  |               |
| Статус                   | Название | Иероглифы | Пиньинь    | Население (2020) | Площадь (км²) |
| Район                    | Хайтан   | 海棠区    | Hǎitáng qū |                  |               |
| Район                    | Цзиян    | 吉阳区    | Jíyáng qū  |                  |               |
| Район                    | Тянья    | 天涯区    | Tiānyá qū  |                  |               |
| Район                    | Ячжоу    | 崖州区    | Yázhōu qū  |                  |               |

## География
Санья расположена на южной оконечности острова Хайнань, вокруг залива Санья. После островного округа Саньша, который также находится в ведении провинции Хайнань, Санья является самым южным городом окружного значения Китая. Санья занимает прибрежную полосу, которая с севера ограничена невысокими горами, а с юга — Южно-Китайским морем.

### Климат
Санья расположена в зоне тропического климата с сухой зимой и дождливым летом. Благодаря муссонам имеется чёткое разделение на влажный и сухой сезоны. Самым прохладным месяцем является январь, а самым жарким — июнь. Температура морской воды остается выше 22 °C круглогодично.
| Показатель                    | Янв. | Фев. | Март | Апр. | Май   | Июнь  | Июль  | Авг.  | Сен.  | Окт.  | Нояб. | Дек. | Год    |
| ----------------------------- | ---- | ---- | ---- | ---- | ----- | ----- | ----- | ----- | ----- | ----- | ----- | ---- | ------ |
| Средний суточный максимум, °C | 26,6 | 27,3 | 29,1 | 31,1 | 32,4  | 32,5  | 32,0  | 31,9  | 31,7  | 30,9  | 29,6  | 27,3 | 30,2   |
| Средняя температура, °C       | 22,3 | 23,1 | 25,2 | 27,4 | 29,1  | 29,5  | 28,9  | 28,6  | 28,0  | 27,0  | 25,4  | 23,1 | 26,5   |
| Средний суточный минимум, °C  | 19,6 | 20,6 | 22,8 | 25,0 | 26,5  | 26,5  | 26,9  | 26,2  | 25,4  | 24,2  | 22,7  | 20,4 | 23,9   |
| Норма осадков, мм             | 6,5  | 13,0 | 21,4 | 52,3 | 132,8 | 173,5 | 212,6 | 234,9 | 251,0 | 268,6 | 71,0  | 15,6 | 1453,2 |
| Источник: Климат Санья        |      |      |      |      |       |       |       |       |       |       |       |      |        |

## Население
Основное население Санья составляют ханьцы, также имеются небольшие общины национальных меньшинств — ли и уцулов.

## Экономика

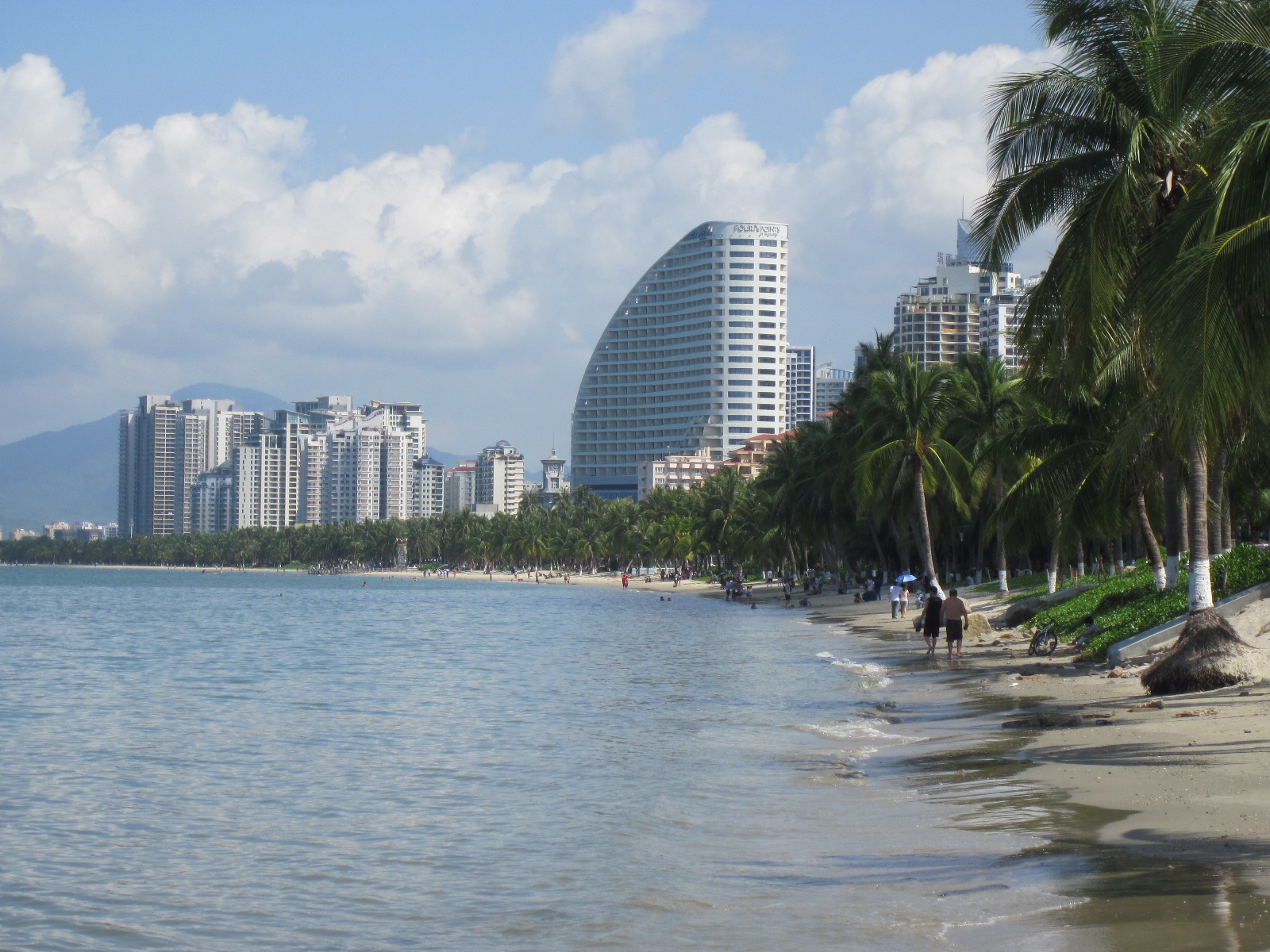
Пляж залива Санья

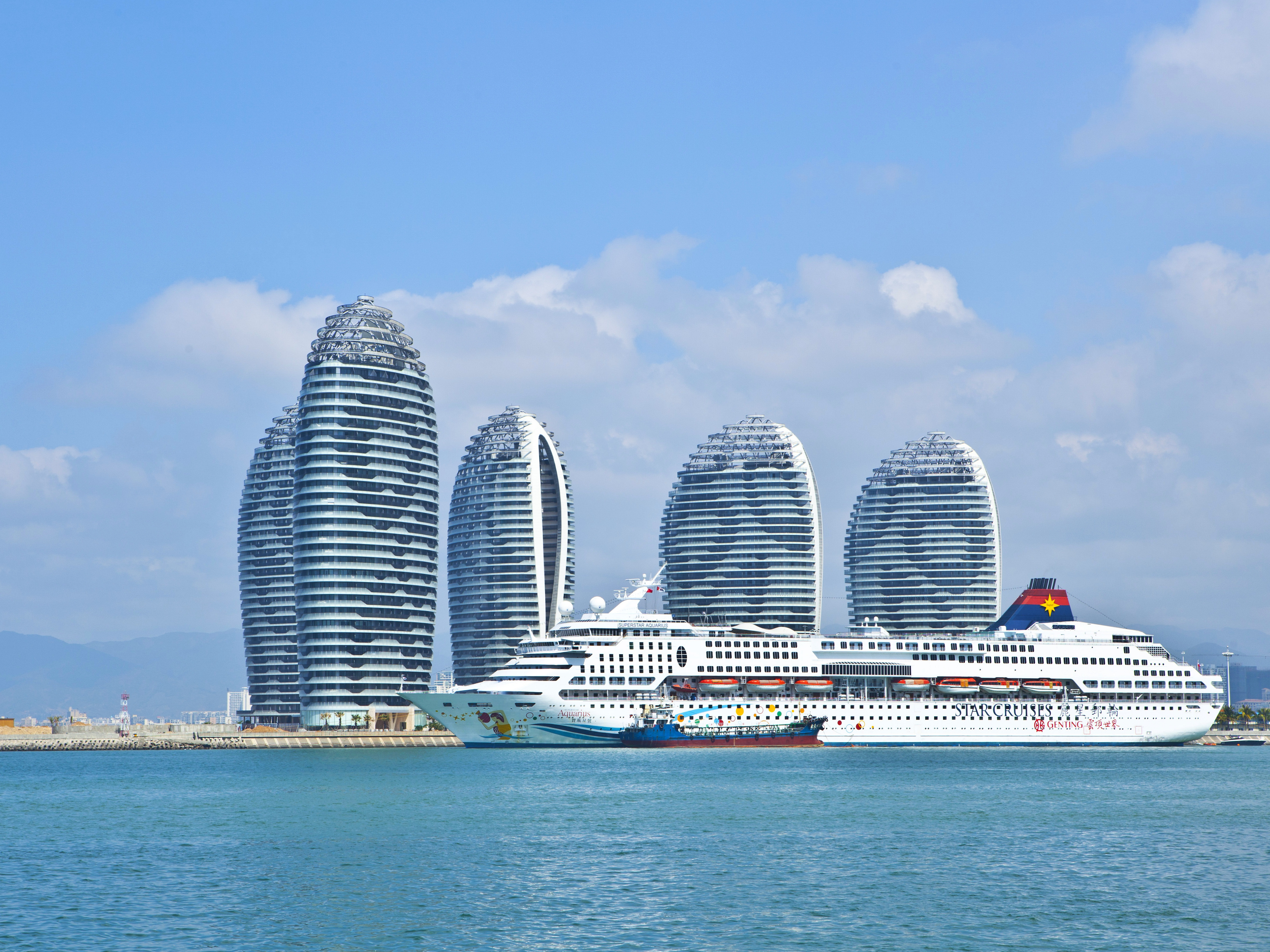
Комплекс Phoenix Island

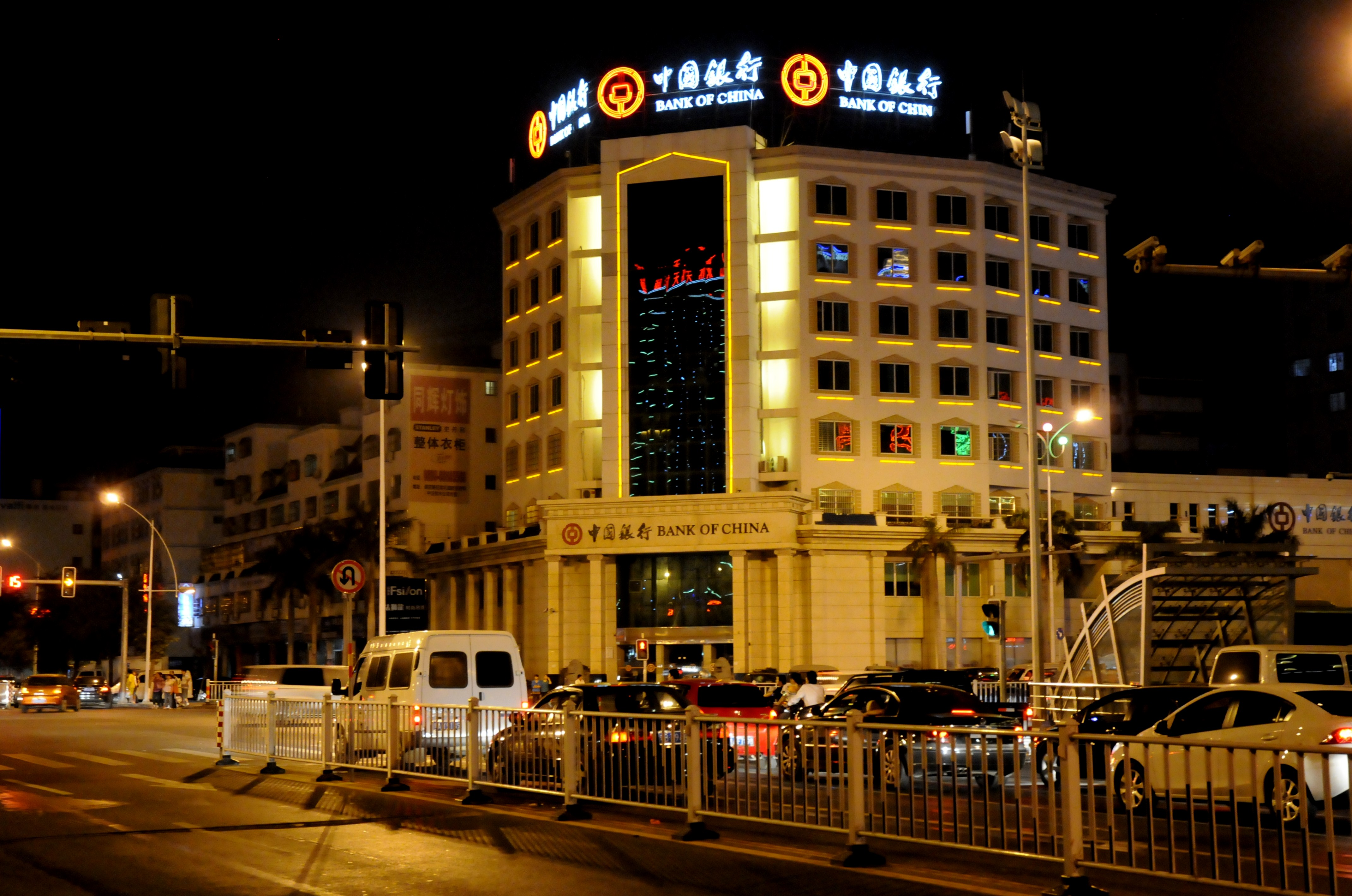
Офис Bank of China

Пешеходная торговая улица

Основу экономики Санья составляет туризм и индустрия развлечений (в том числе деловой туризм, проведение выставок, конкурсов и конференций). Также в округе развиты розничная торговля, общественное питание, финансовые и транспортные услуги, строительство, операции с недвижимостью, пищевая промышленность, сельское хозяйство и рыболовство, производство строительным материалов.
Новыми направлениями экономики Санья являются информационные технологии, электронная коммерция, офшорная международная торговля, научные исследования, глубоководная инженерия, производство микроспутников, навигационного оборудования, электротехники для судов и морских платформ, частные дома престарелых, куда состоятельные китайцы из материкового Китая селят своих родителей.
В Санья расположен промышленный парк данных дистанционного зондирования, в котором работают свыше 200 компаний. Парк был основан в августе 2016 года Институтом дистанционного зондирования и цифрового моделирования Земли, Китайской академией наук, а также правительством провинции Хайнань и администрацией города Санья. Среди ключевых направлений деятельности парка — разработка спутников для работы в таких областях, как мониторинг морской поверхности, рыболовство, предотвращение стихийных бедствий и морской туризм.
Возле побережья Саньи компания CNOOC Limited добывает на шельфе природный газ и нефть. 

### Туризм
Санья является одним из самых популярных морских курортов Китая. Развитию туризма способствует безвизовый режим и наличие прямого авиасообщения со многими странами мира. Значительная часть курортных комплексов принадлежит международным гостиничным сетям (Mandarin Oriental, InterContinental, Hilton, Marriott, Hyatt, Sheraton, Ritz-Carlton, Accor), а также инвесторам из Гонконга, Макао, Сингапура и Тайваня. Основная часть отелей сконцентрирована вдоль пляжей пяти заливов — Санья, Дадун, Ялун, Хайтан и Ячжоу.
В Санья часто проходят различные международные выставки, конференции, конкурсы и спортивные соревнования. Здесь восемь раз проводился финал конкурса «Мисс Мира» (2003, 2004, 2005, 2007, 2010, 2015, 2017 и 2018), в 2007 году проводился финал конкурса «Мистер мира», в 2008 и 2009 годах — конкурс «Elite Model Look», в 2006 и 2013 годах — конкурс «Самый сильный человек», в 2011 году проходил III саммит БРИКС, в 2014 году — глобальный саммит Всемирного совета по туризму и путешествиям. Также в Санья проходили различные этапы The Ocean Race, Цикла женских турниров ITF, Формулы-E и Пляжных Азиатских игр.
По состоянию на 2023 год в Санье было зарегистрировано 1367 яхт, которые обслужили порядка 1,08 млн туристов.

### Недвижимость
Активное развитие туризма в Санья способствовало росту цен на недвижимость и строительному буму. С конца 1990-х годов в округе были построены такие высотные здания, как 48-этажный Atlantis Hotel (236 м), 45-этажный Rosewood Sanya (233 м), 35-этажный Sunshine Insurance Finance Plaza (156 м), 31-этажный Sorrento (126 м) и пять 28-этажных башен жилого комплекса Phoenix Island (100 м).

### Сельское хозяйство
В округе Санья и прилегающих районах выращивают рис, овощи, тропические фрукты (в том числе дуриан), кокосы и кофе. Для туристов в Санья построены крокодиловые фермы и тигровые питомники. В прибрежных водах Санья ведут вылов морских огурцов, морских ежей и различных рыб, а также выращивают жемчуг.
В округе расположена селекционная база «Наньфань», где выводят новые сорта растений. Здесь более 2,8 тыс. семеноводческих компаний образовали кластер, в котором выращивается свыше 70 % новых сельскохозяйственных культур Китая. Годовой доход базы превышает 12 млрд юаней (1,64 млрд долл. США).

## Транспорт

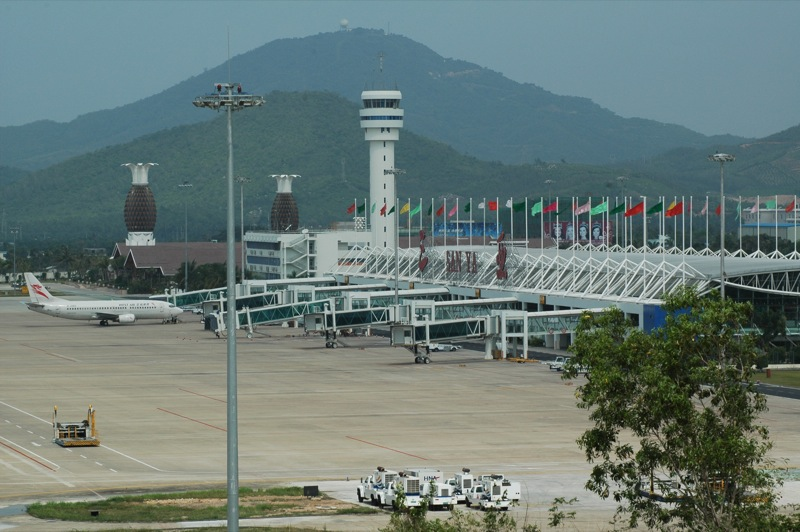
Международный аэропорт Феникс

Санья и прилегающие к ней курортные районы обслуживает международный аэропорт Феникс, которым управляет HNA Group. В 2018 году аэропорт обслужил свыше 20 млн пассажиров и обработал более 95 тыс. тонн грузов. Крупнейшими перевозчиками, совершающими рейсы в аэропорт, являются Hainan Airlines, China Southern Airlines, China Eastern Airlines, Sichuan Airlines и Beijing Capital Airlines.
Растут грузовые авиаперевозки между аэропортом Санья Феникс и материковым Китаем, а также Сингапуром. 

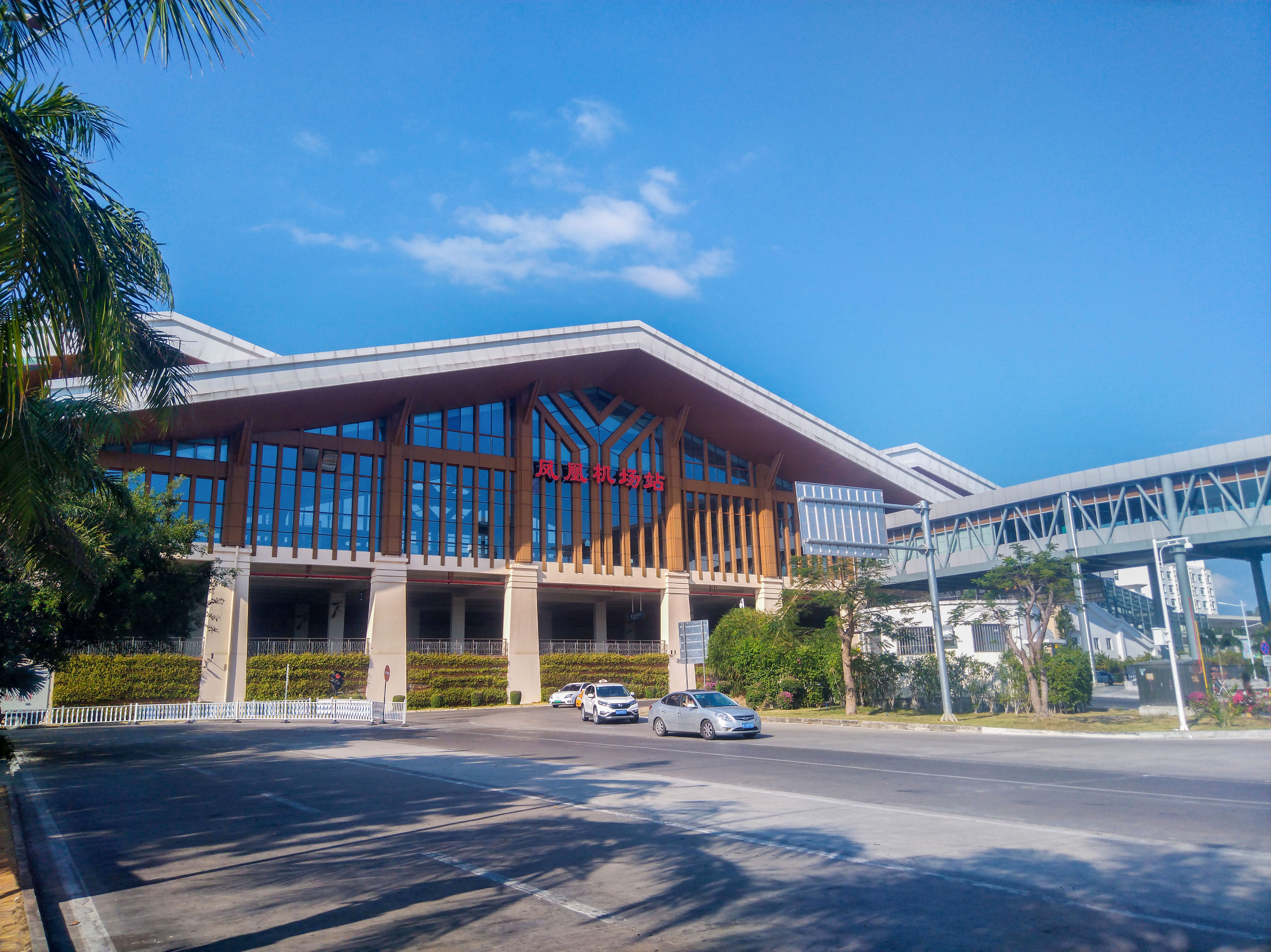
Станция аэропорта Феникс

308-километровая Хайнаньская восточная кольцевая высокоскоростная железная дорога, запущенная в декабре 2010 года, пролегает вдоль восточного побережья Хайнаня и связывает главные вокзалы Санья и Хайкоу (поезда делают остановку на станции международного аэропорта Мэйлань). 344-километровая Хайнаньская западная кольцевая высокоскоростная железная дорога, запущенная в декабре 2015 года, пролегает вдоль западного побережья острова и связывает станцию аэропорта Феникс с вокзалом Хайкоу. Оператором обеих дорог является компания China Railway High-speed.
В центральном районе Тянья действует трамвайная линия, введённая в эксплуатацию в октябре 2020 года (8-километровый маршрут пролегает от главного железнодорожного вокзала Санья до торговой улицы Цзянъан-роуд в старом городе). Междугородние автобусы обслуживает автобусный терминал Санья. Внутригородские автобусные маршруты соединяют между собой аэропорт, вокзал, крупнейшие торговые центры и самые популярные пляжи. В городе работает несколько служб такси, которые обслуживают преимущественно туристов.
Вдоль побережья курсируют пассажирские катера, развозящие туристов к отелям. Также в городе имеются моторикши.

## Наука и образование
В округе базируются частный Университет Санья, государственный Хайнаньский университет тропических океанов (университет Циончжоу) и Международная школа Санья.
Санья является важной базой китайских научно-исследовательских судов, изучающих Тихий океан. В округе расположен Институт глубоководных исследований и техники (Sanya Institute of Deep Sea Science and Engineering, SIDSSE), в котором создают глубоководные батискафы.

## Здравоохранение
По состоянию на 2019 год в Санья насчитывалось свыше пятидесяти государственных и частных больниц и поликлиник. Кроме того, в городе имелось несколько сетевых клиник ежегодной диагностики здоровья, в которых китайцы проходят обязательные медосмотры. Среди крупнейших медицинских учреждений Санья — 301-й военный госпиталь и больница традиционной китайской медицины.

## Культура

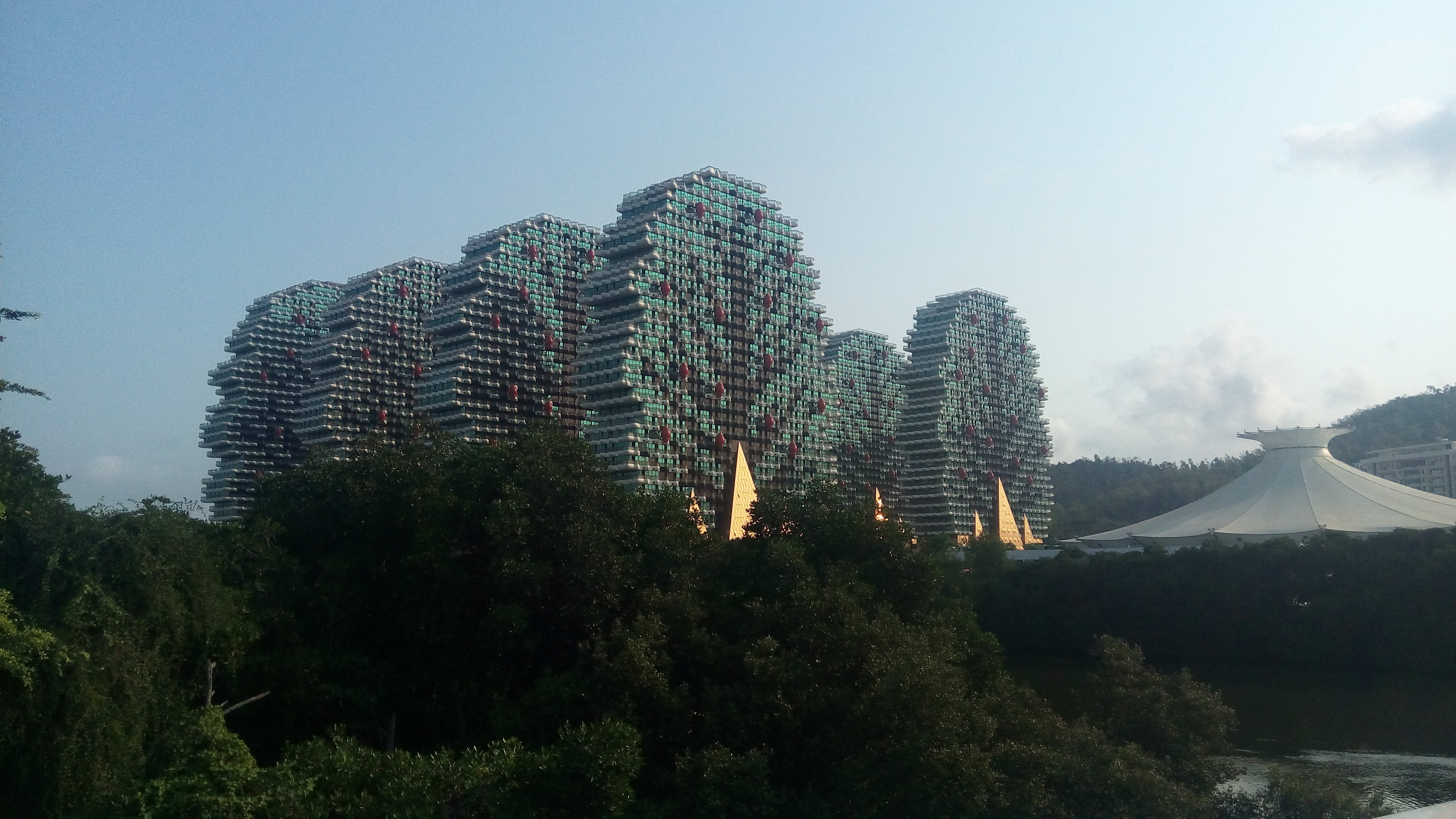
Beauty Crown Hotel

В 2003 году в районе Тянья при роскошном гостиничном комплексе Beauty Crown был построен Театр Короны Красоты — крытая арена на 3,5 тысячи мест для проведения конкурсов, концертов, спектаклей и других представлений (именно здесь проходят конкурсы красоты «Мисс мира»).
В парке Байлу расположена центральная библиотека Санья.
Во время праздника Дуаньу в Санья проводятся гонки на на драконьих лодках.

## Спорт
Санья является основным тренировочным лагерем сборной Китая по пляжному волейболу. Также в городе имеется инфраструктура для занятий парусным спортом, сёрфингом, водным поло, плаванием на открытой воде, акватлоном, теннисом, гольфом, автоспортом (автогонками класса Формула-E), пляжным футболом, пляжным гандболом, пляжной атлетикой, баскетболом 3x3, пляжным кабадди, пляжной борьбой, джиу-джитсу, текболом, спортивным скалолазанием и мотопарапланингом. В Санья регулярно проводятся гонки на драконьих и моторных лодках.
Рядом с побережьем района Тянья расположен Спортивный парк залива Санья с большим стадионом. В районе Хайтан расположена уличная трасса Haitang Bay Circuit, на которой проводятся различные автогонки, в частности Гонка Формулы-E в Санье 2019 года. Соревнования по теннису проводятся в теннисном центре Юаньтун (Yuantong Tennis Center).

## Города-побратимы
- Алхамбра (1994)
- Лапу-Лапу (1997)
- Канны (1997)
- Согвипхо (2008)
- Канкун (2010)
- Хабаровск (2011)
- Блэкпул (2016)
- Джорджтаун (2017)

## Галерея

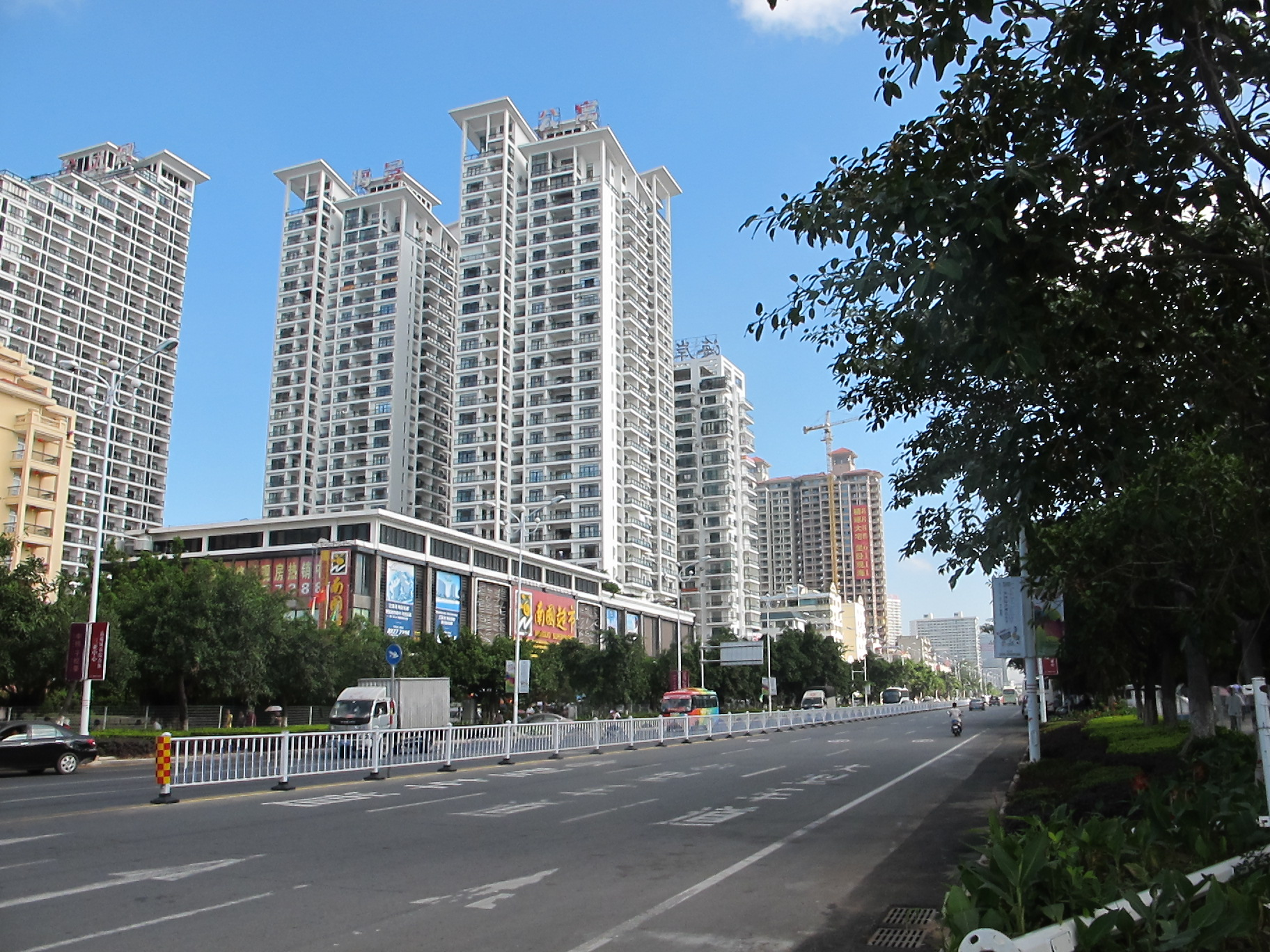
Жилой комплекс
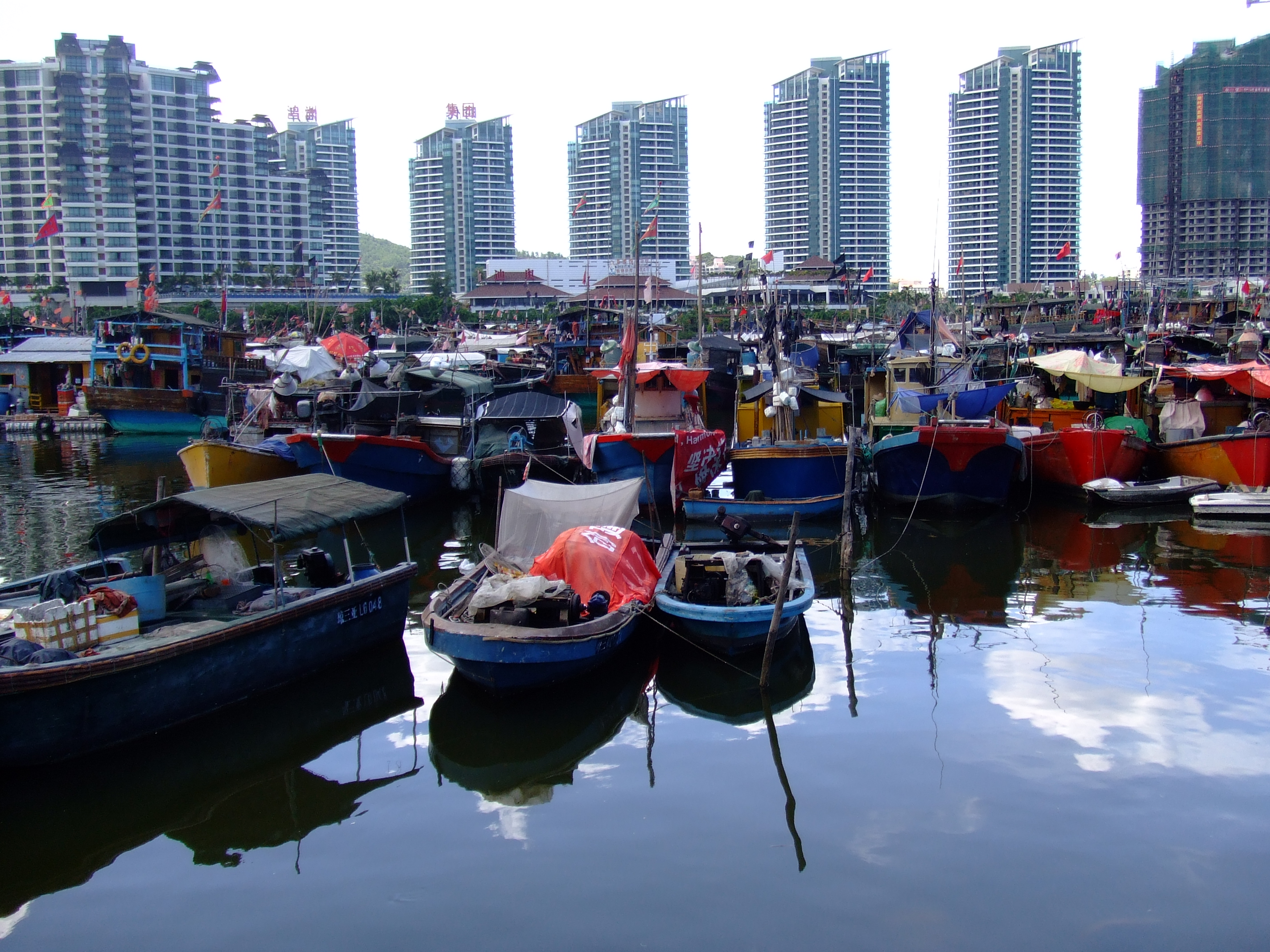
Рыболовный порт
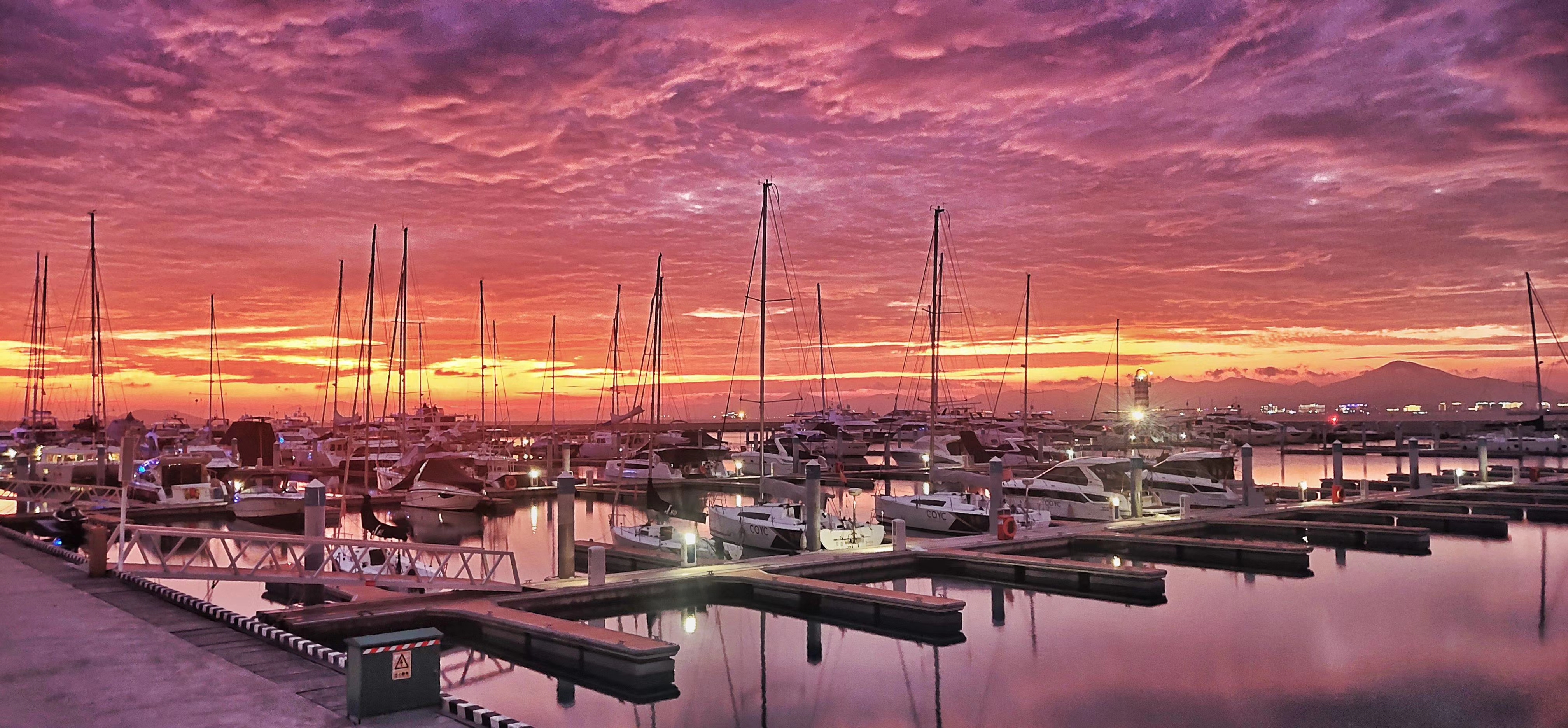
Марина для яхт
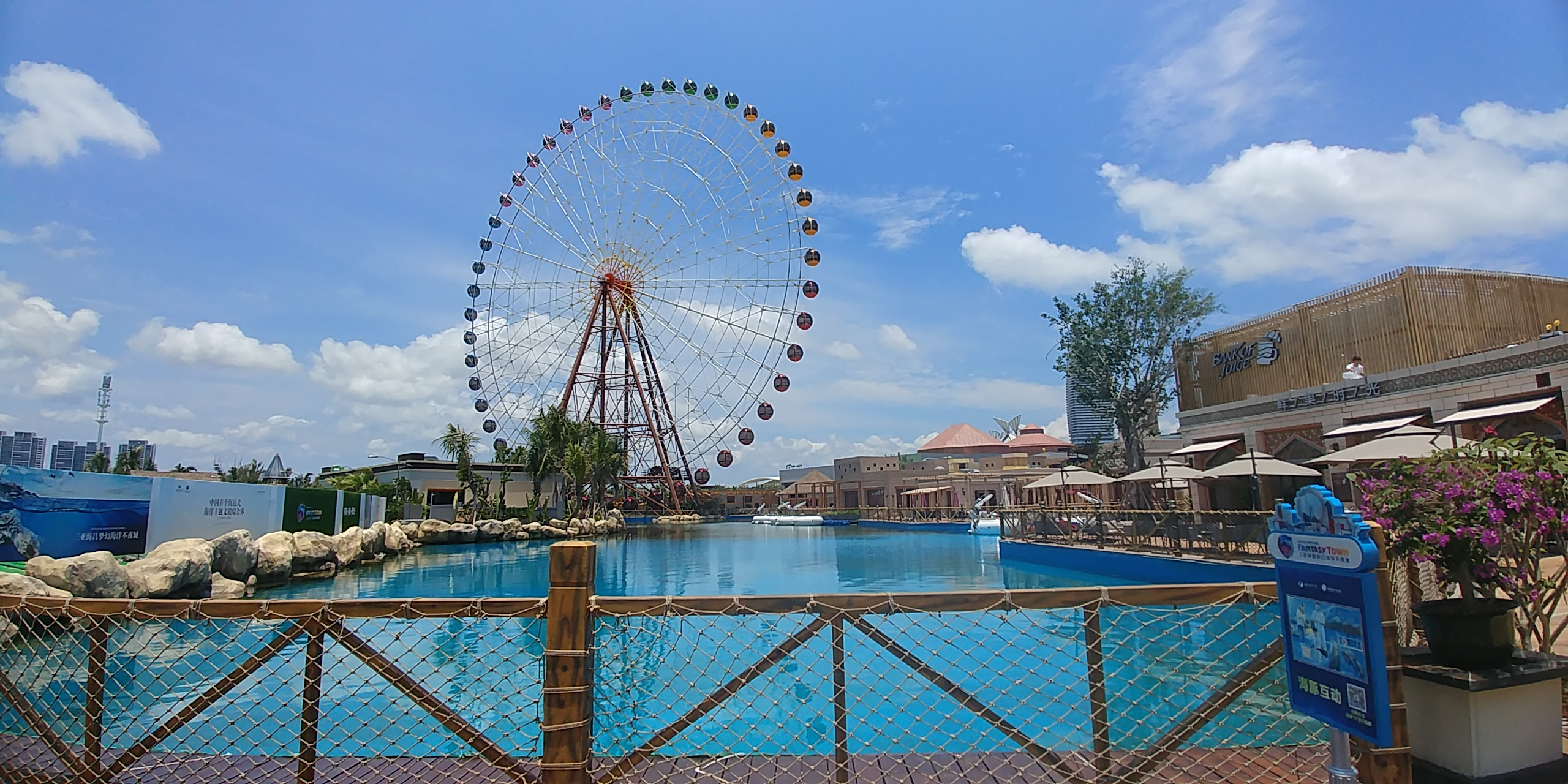
Колесо обозрения
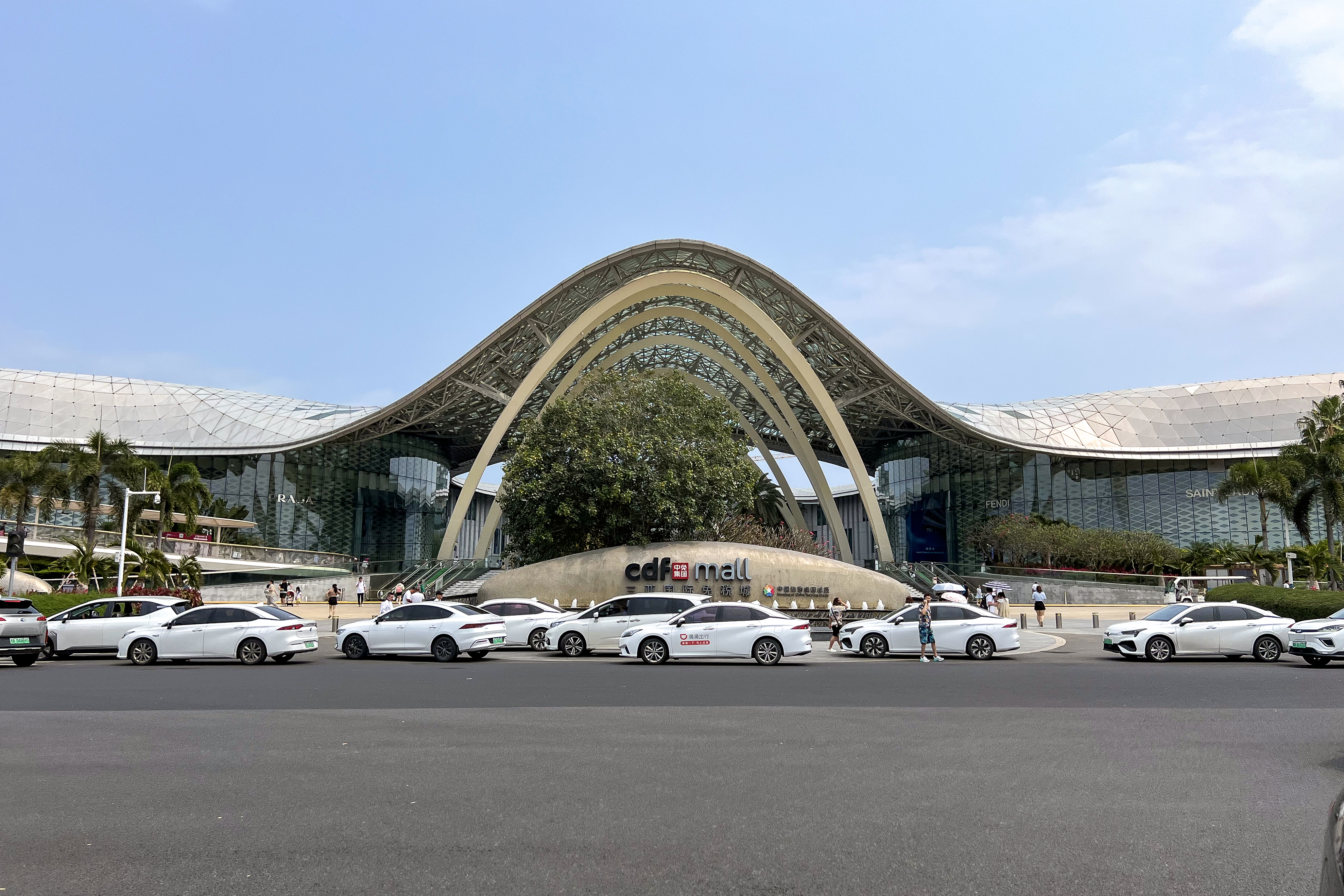
Торговый центр «CDF Mall»
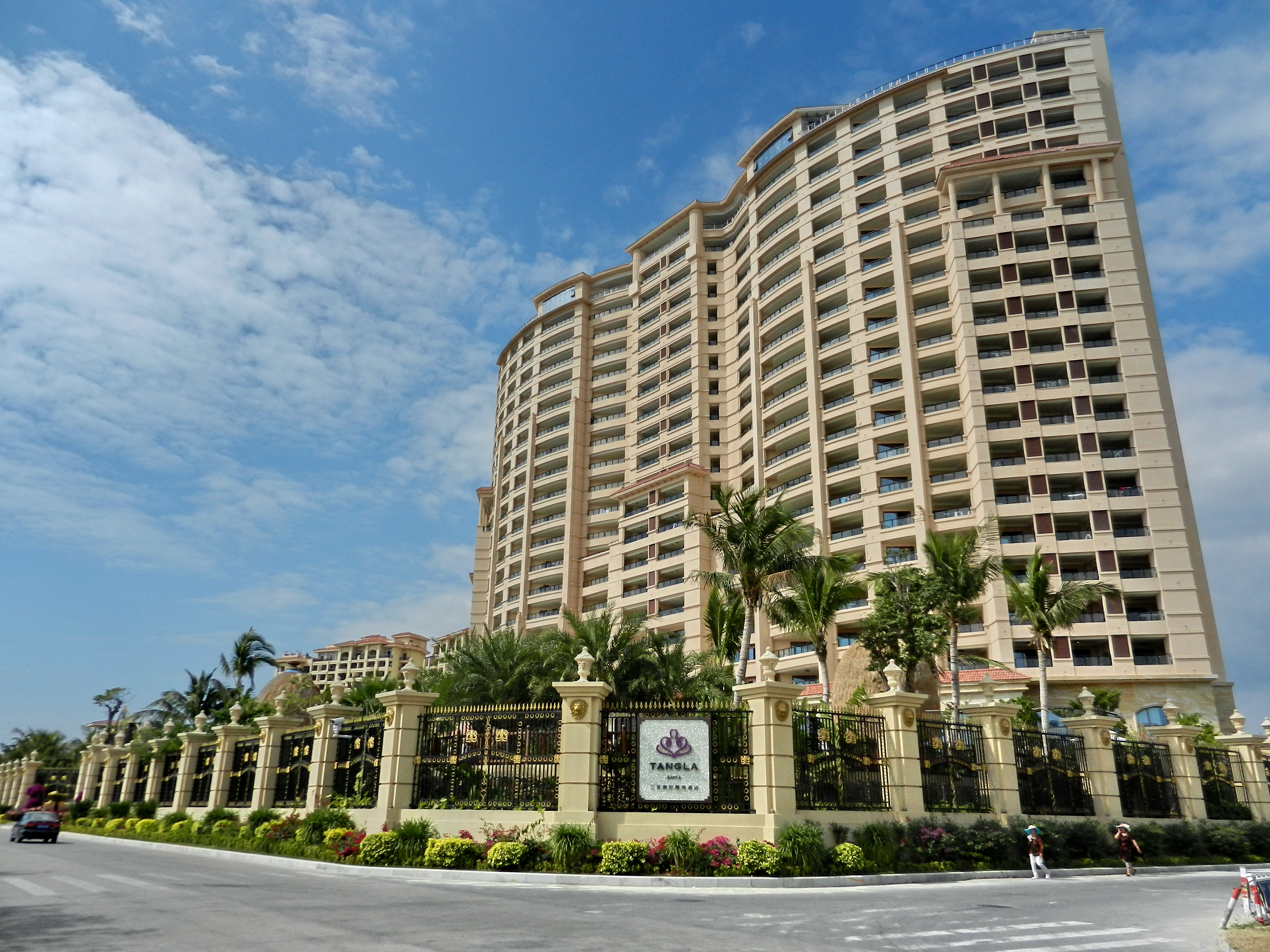
Отель Tangla
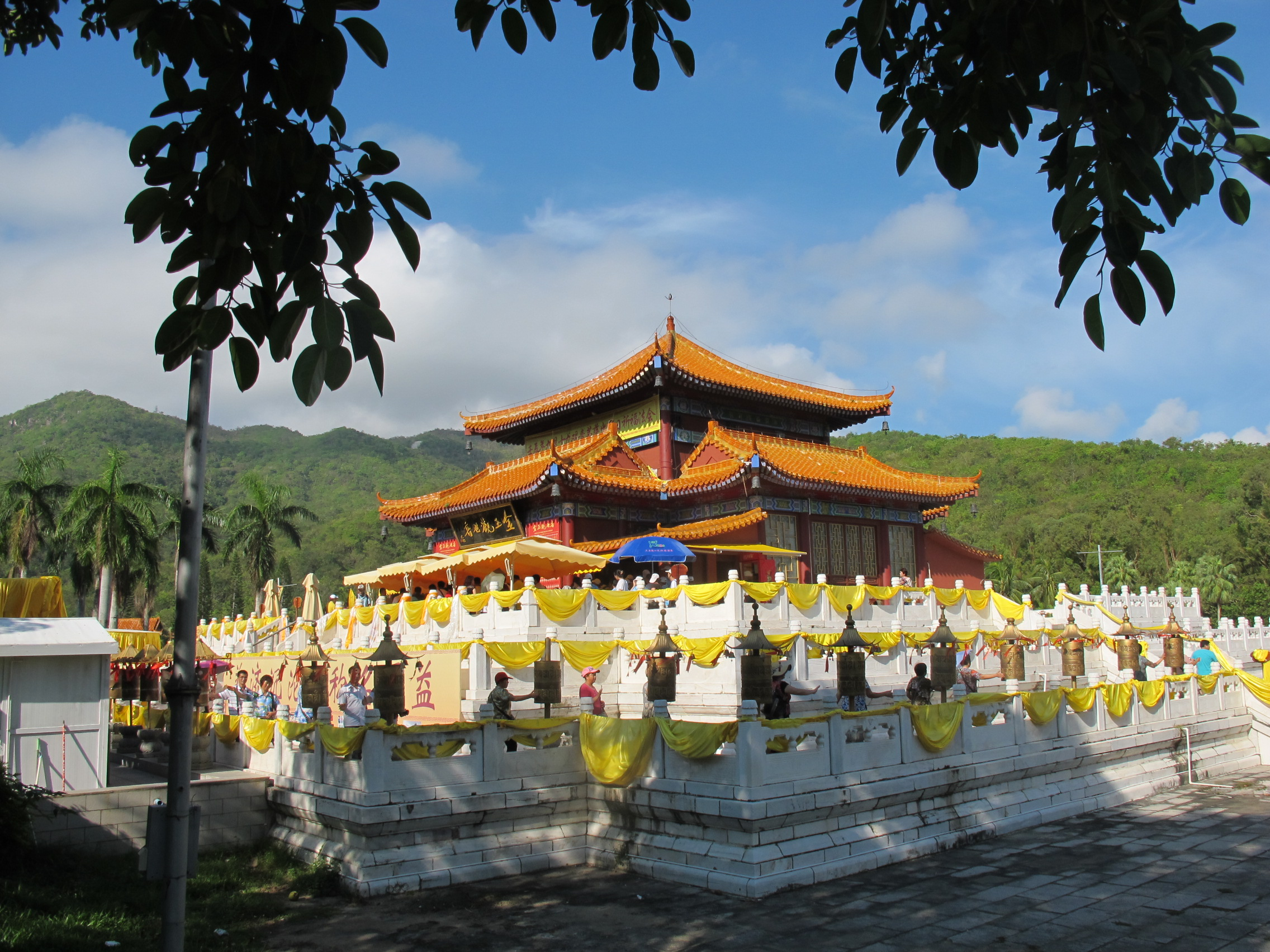
Буддийский храм
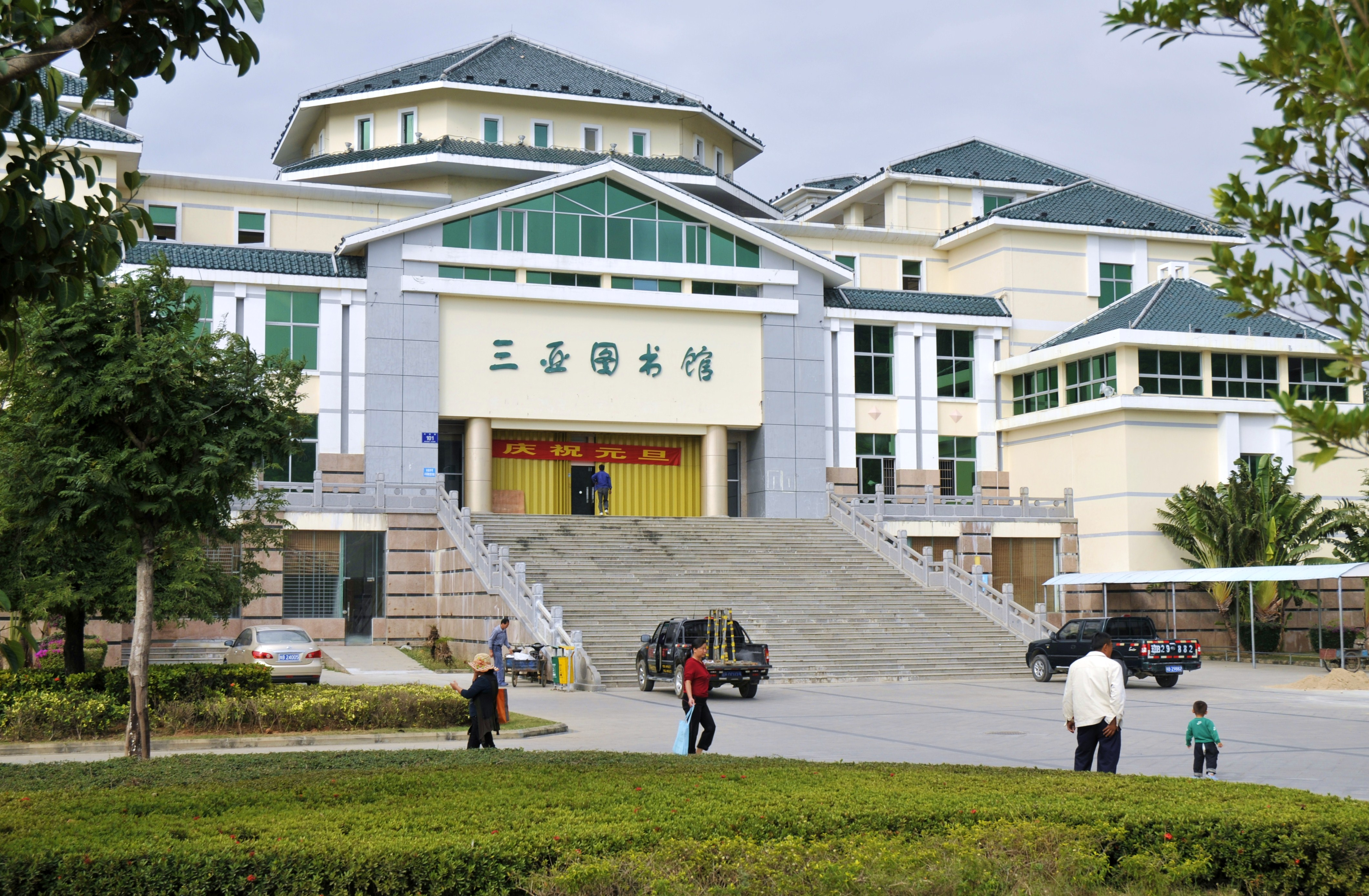
Библиотека Санья
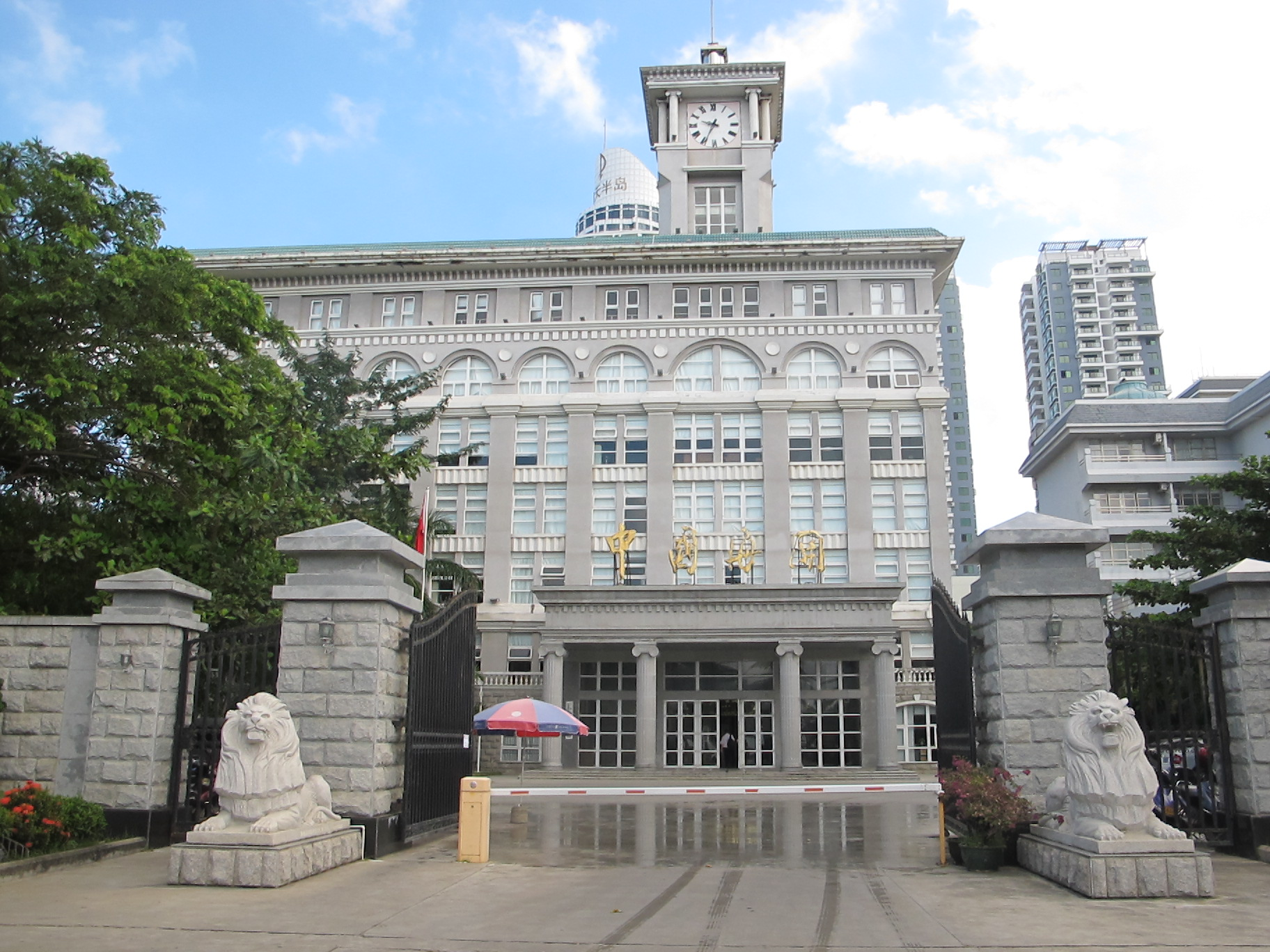
Таможенная служба
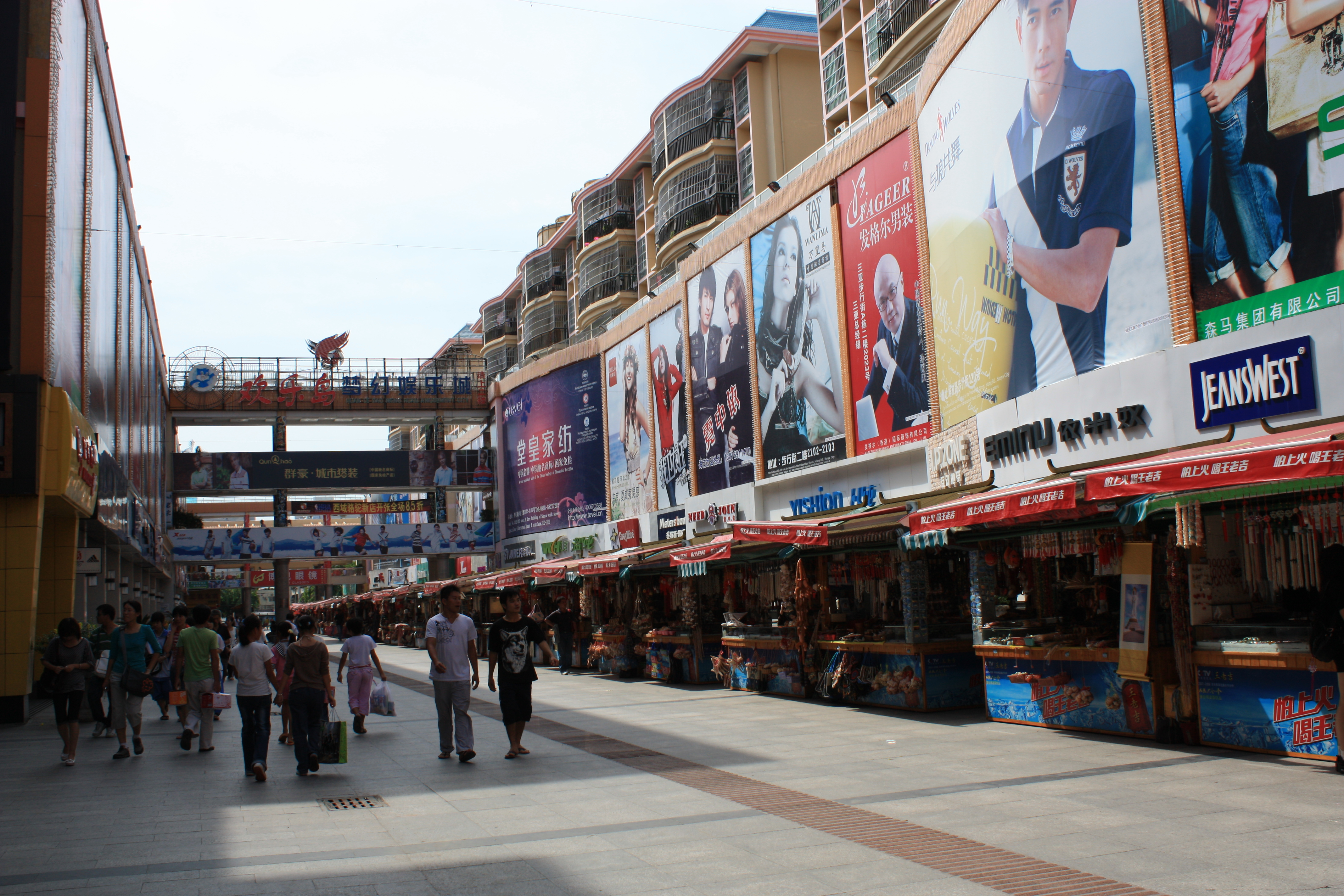
Торговая улица
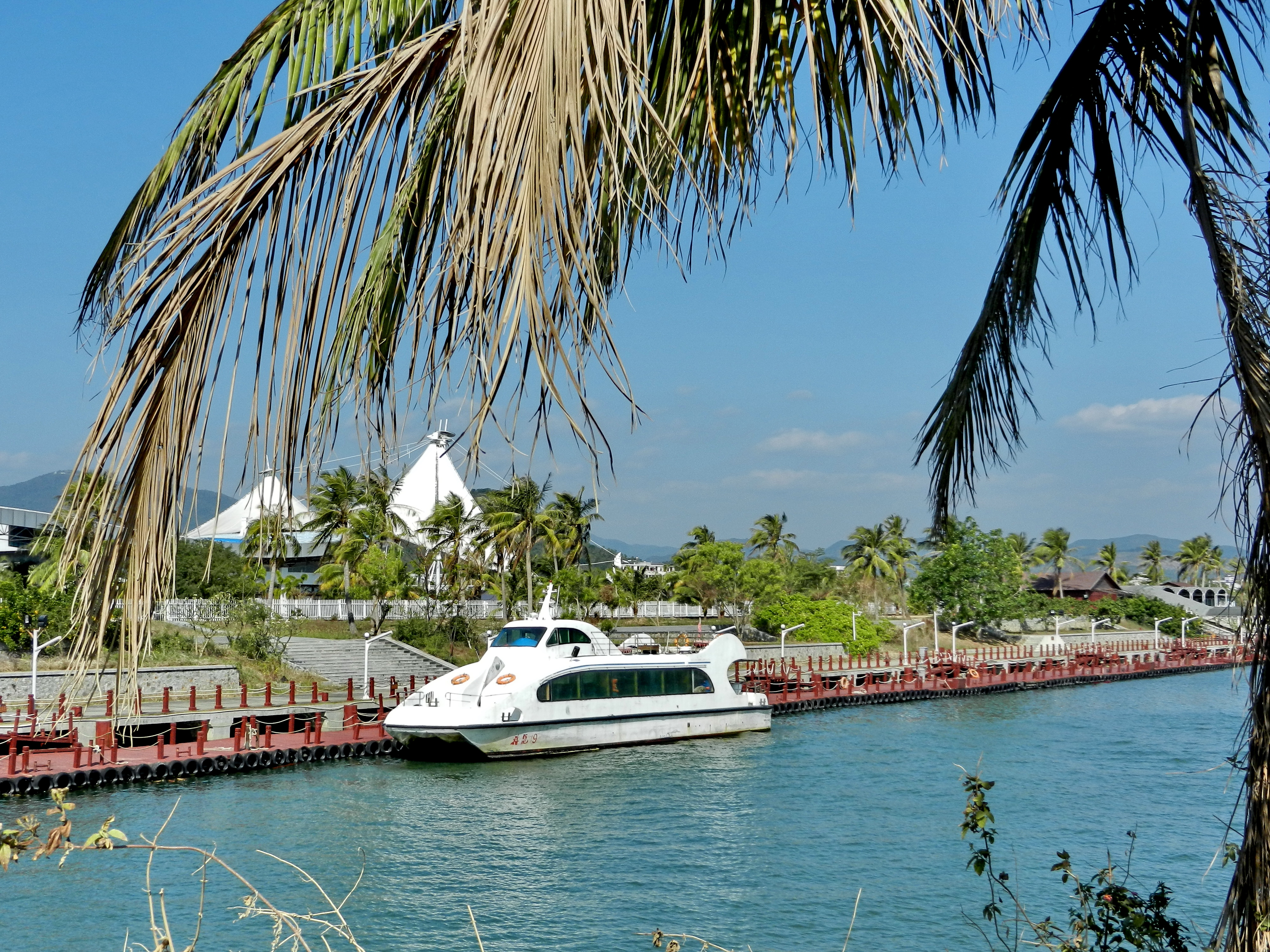
Причал для катеров
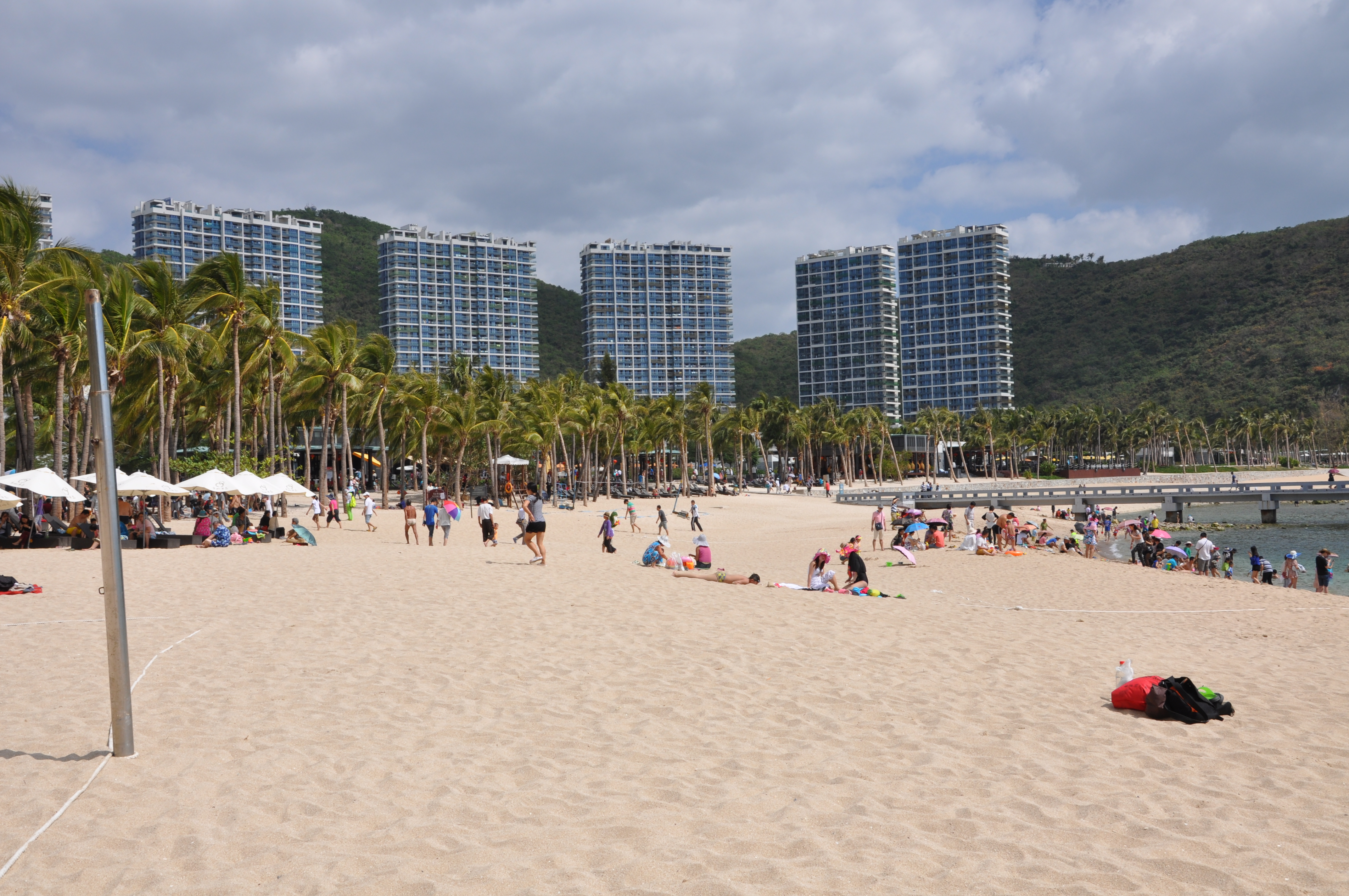
Один из пляжей